# أليكساندر ري (لاعب)
أليكساندر ري (بالإنجليزية: Alexandre Rey) مواليد 22 سبتمبر 1972 في سيون، سويسرا. هو لاعب كرة قدم سويسري سابق كان يلعب كمهاجم وشارك مع نادي نوشاتل زاماكس 122 مرة وسجل 49 هدف ومع نادي نادي سيرفيت شارك 132 مرة وسجل 54 هدف.

## المسيرة الاحترافية
- نادي سيرفيت
- نادي بازل
- نادي سيون
- نادي سيون
- نادي لوزيرن
- نادي نوشاتل زاماكس

## روابط خارجية
- أليكساندر ري على موقع الاتحاد الأوربي (الإنجليزية)
- أليكساندر ري على موقع قاعدة بيانات كرة القدم.إي يو (الإنجليزية)
- أليكساندر ري على موقع ليكيب (الفرنسية)
- أليكساندر ري على موقع ناشيونال فوتبول تيمز (الإنجليزية)
- أليكساندر ري على موقع عالم كرة القدم.نت (الإنجليزية)